# Le Monde diplomatique
Le Monde diplomatique é um jornal francês de periodicidade mensal, fundado em maio de 1954 por François Honti, um diplomata de origem húngara, e Hubert Beuve-Méry, que havia fundado o Le Monde em 1944. Inicialmente, o Diplô, como é conhecido popularmente na França, era um suplemento do Le Monde, destinado aos círculos diplomáticos e às grandes organizações internacionais. Foi ganhando autonomia progressivamente, até se tornar uma subsidiária do grupo Le Monde.
Desde a década de 1970, possui linha editorial de esquerda, defendendo uma outra globalização e se propõe a atuar em defesa dos países do Terceiro Mundo. Desde março de 2008, a redação do jornal é liderada por Serge Halimi.

## Estrutura do capital
Os leitores, através da Associação dos Amigos do Monde diplomatique, têm uma participação acionária de 24% na empresa e os jornalistas detêm 25% das ações, através da Associação Günter Holzmann - nome alusivo a um ex-militante antinazista, que doou os recursos necessários à operação. Esses 49% são mais que o suficiente para formar uma "minoria de bloqueio", que, segundo a legislação francesa, é de 33,34%. Assim, nenhuma decisão estratégica pode ser tomada sem o apoio dos leitores e da redação. Embora o grupo Le Monde seja o acionista majoritário, ele não intervém sobre a linha editorial do Monde diplomatique.

## Edição francesa
A edição francesa original do jornal tem uma circulação de aproximadamente 350 mil cópias. O jornal também é editado em outras línguas, totalizando cerca de 1,4 milhão de leitores em todo mundo.

## Edições internacionais
A partir do final da década de 1970, Le Monde diplomatique começou a ser editado também fora da França. Atualmente o jornal conta com 68 edições estrangeiras, em 26 línguas, sendo 35 impressas e 33 eletrônicas. De 500 mil exemplares em 1996, o total das edições estrangeiras impressas passou a 1,4 milhão de exemplares em 2005.
O jornal aborda temas relacionados à Europa, à América Latina e ao Mundo Árabe. Além dos artigos traduzidos da edição francesa, até 20% das matérias das edições estrangeiras são elaboradas por redações locais.
A edição brasileira é publicada em versão on-line desde dezembro de 1999. Em agosto de 2007 estreou no formato impresso, publicada pelo Instituto Pólis. A redação é comandada por Sílvio Caccia Bava e no conselho editorial estão, entre outros, Adauto Novaes, Aziz Ab'Saber, Betty Mindlin, Heródoto Barbeiro, Fernando Gabeira, Ferréz, Jaime Pinsky, José Eduardo Martins Cardozo, Ladislau Dowbor, Leonardo Boff, Marcio Pochmann, Nabil Bonduki, Plínio de Arruda Sampaio, Raquel Rolnik, Ricardo Azevedo, Rubens Naves, Sebastião Salgado e Soninha Francine.

## Linha editorial
O jornal, inicialmente, foi criado para uma audiência diplomática, como seu próprio nome sugere, oferecendo uma análise neutra da Guerra Fria. Desde a década de 1970, entretanto, o jornal critica abertamente os efeitos negativos do neoliberalismo.
O Diplô trata prioritariamente das relações internacionais, adotando uma linha terceiro-mundista contra a globalização. Na França, tomou parte ativa do movimento altermundista. A partir da publicação, em dezembro de 1997, de um editorial de Ignacio Ramonet, diretor de redação do Le Monde diplomatique, é que foi criada a organização ATTAC.